# Дустліцький район
Дустліцький район (узб. Дўстлик тумани, Do’stlik tumani) — район у Джиззацькій області Узбекистану. Розташований на сході області. Утворений в 1970 році. Центр — місто Дустлік.